# Llucià Oslé i Sáenz de Medrano

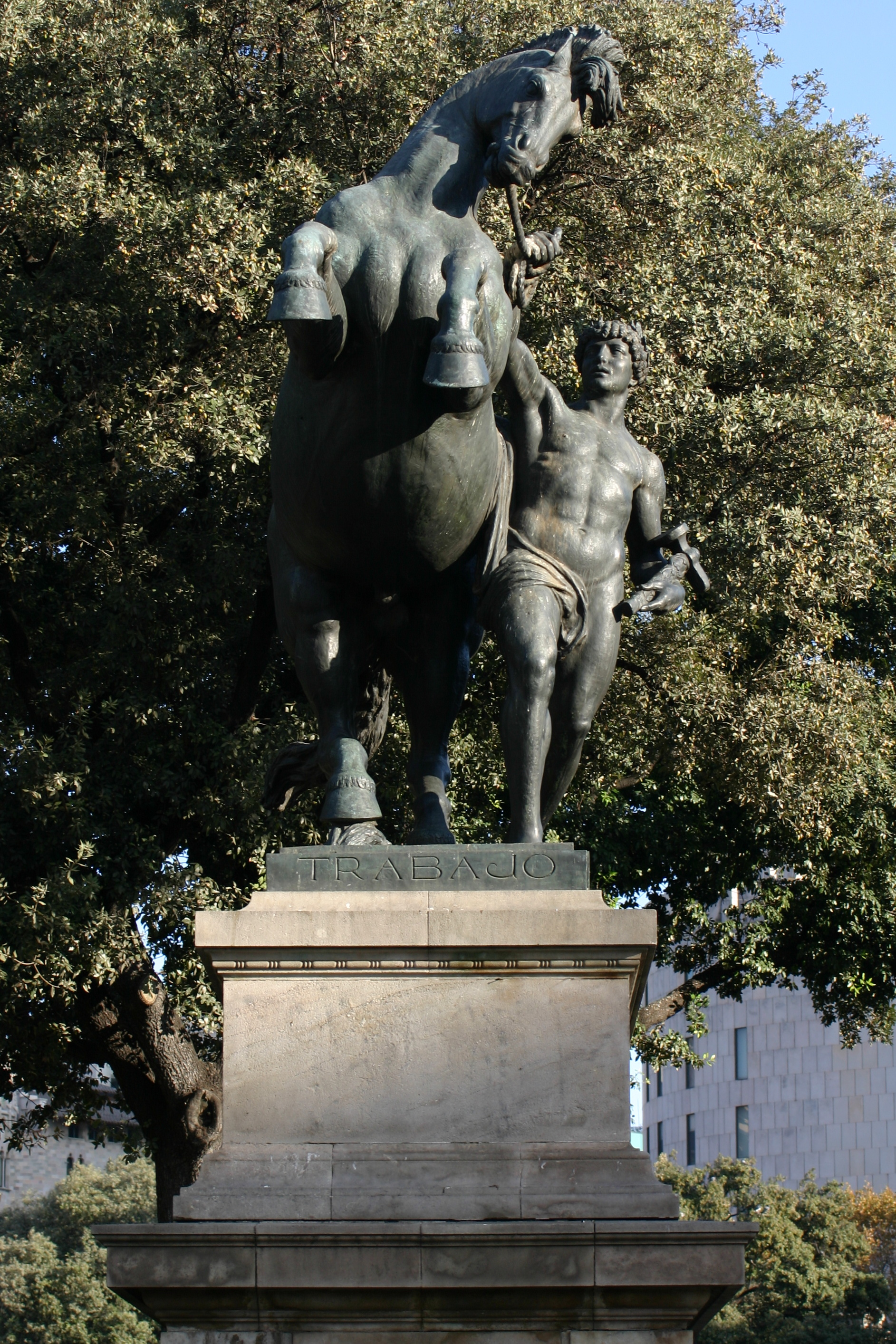
Treball, Plaça de Catalunya (1929).

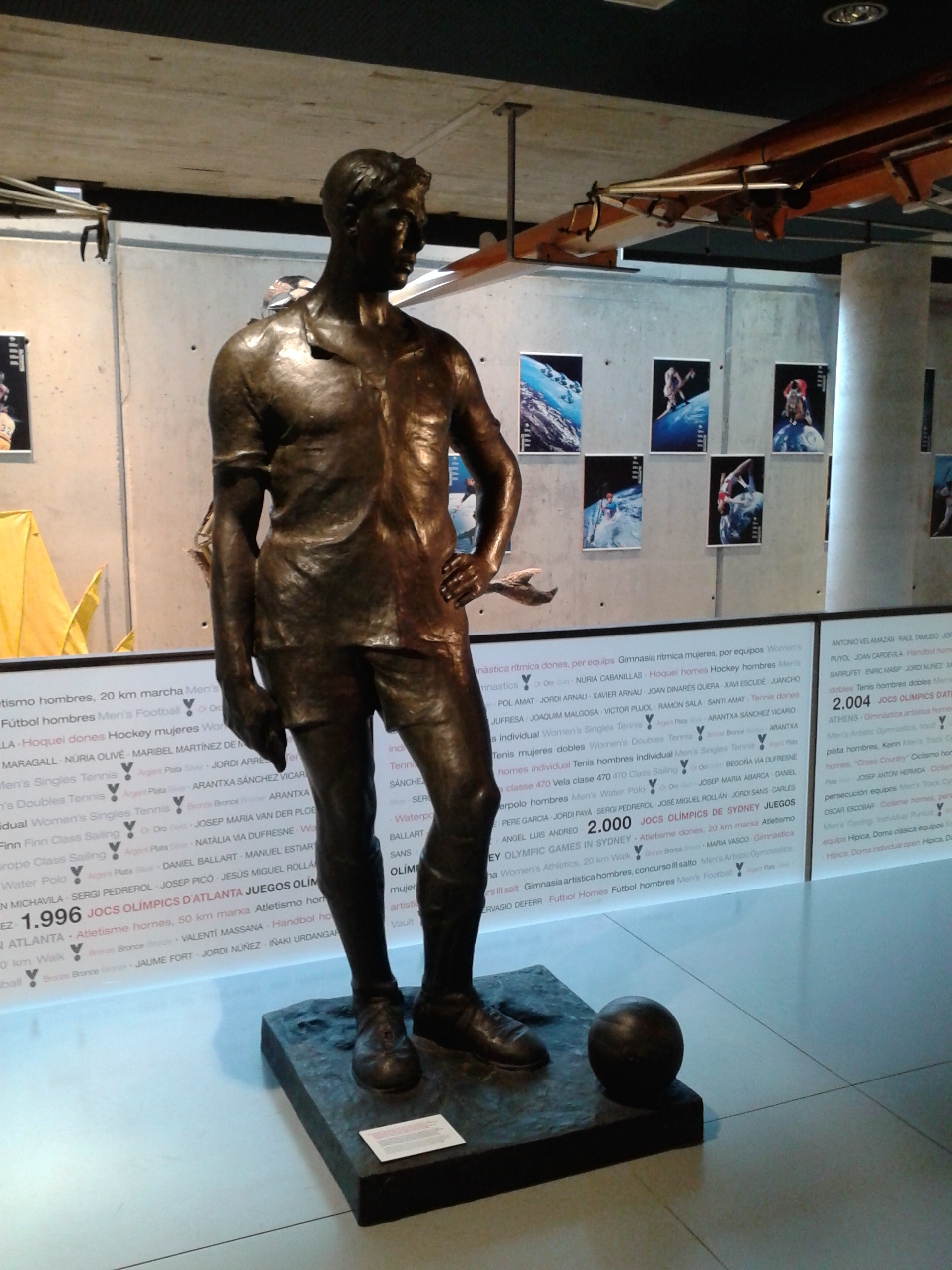
El Campió, exposada al Museu Olímpic i de l'Esport

Llucià Oslé i Sáenz de Medrano (Barcelona, 13 de novembre de 1880 - ídem, 17 de gener de 1951) fou un escultor català. Treballà en col·laboració amb el seu germà Miquel.

## Biografia
Va néixer al carrer de Santa Anna de Barcelona, fill del militar Rafael Oslé i Carbonell, natural de Barcelona, i de Càndida Sáenz de Medrano i Duate, natural d'Aldeanueva de Ebro.
S'inicià com a aprenent a la foneria Masriera i Campins, on ja treballava el seu germà Miquel, i on coincidiren amb Manolo Hugué. També foren deixebles de Josep Montserrat i Portella. S'emmarcaren dins d'un estil realista d'aire acadèmic. Ambdós foren catedràtics d'escultura a l'Escola de Belles Arts de Barcelona.
Rebé nombroses distincions per la seva obra: a l'Exposició de Belles Arts de Barcelona de 1896 obtingué menció honorífica; el 1907, rebé la primera medalla a Barcelona amb La Pobladora; el 1908, primera medalla a Madrid amb Presos.

## Obra
Entre la seva obra conjunta destaquen: 
- Monument a l'Exposició, Saragossa (1909).
- El Campió, escultura de Santiago Massana "Tiago", per a l'Estadi Olímpic[3] (va ser presentada l'any 1912[4]).
- Monument a Fortuny, Barcelona (1922).
- Monument a Mossèn Jacint Verdaguer, Barcelona (1924).
- Mausoleu de les Heroïnes de Santa Bàrbara, Girona (1925).
- Font de la Plaça d'Espanya, Barcelona (1929).
- Treball i Saviesa, Plaça de Catalunya, Barcelona (1929).
- Monument als caiguts al fossat de Santa Helena del Castell de Montjuïc, Barcelona (1940).
- Escultura de la Mare de Déu a la cúpula de la Basílica de la Mercè, Barcelona (1945-1949).
- Placa de les noces d'or del Futbol Club Barcelona (1950).
- Capella del Santíssim, Canet de Mar (1950).